# ابهان (بهمئي غرمسيري الجنوبي)
ابهان (بالفارسية: ابهان) هي قرية تقع في إيران في قسم بهمئي غرمسیري الجنوبي الريفي. يقدر عدد سكانها بـ 0 نسمة بحسب إحصاء 2016.